# Estación de Esquí Tavascán
La Estación de Esquí Tavascán (oficialmente en catalán (Estació d'Esquí Tavascan), también conocida como "Pleta del Prat", es una estación de esquí situada en el parque natural de L'Alt Pirineu, en el Pirineo de Lérida, más concretamente se localiza en la zona más septentrional de la comarca del Pallars Sobirá, en el término municipal de Lladorre.
La población cercana más importante es Sort (aprox. a 34 km], y como referencia, Barcelona se encuentra a unos 277 km.
Sus pistas transcurren por un valle entre dos montañas, entre los 1750 m de cota mínima a los 2250 m, encontrándose la cota más baja junto al refugio de la "Pleta del Prat".

## Descripción
En esta estación se puede practicar esquí alpino desde 1991.
Se encuentra en el valle de Mascarida, rodeada de bosques e impresionantes paisajes, en una zona donde no se han realizado grandes cambios, por lo que se mantiene con una baja densidad de población, en la que se ha respetado la arquitectura tradicional, así como la flora y la fauna autóctonas sin cambios, por estos motivos, es un lugar muy visitado por los amantes de la montaña en su estado puro.

## Servicios
A pie de pistas, en el Refugio de la Pleta del Prat, se encuentra el único edificio de la estación, por esto es aquí donde se encuentran todos los servicios disponibles.
- Información.

- Venta de forfaits.

- Alquiler de material.

- Cafetería.

- Restaurante.

- Hospedaje.

- Enfermería.

- Escuela de esquí y snowboard.

- Escuela de montaña.

## Actividades en invierno
- Esquí alpino.

- Snowboard.

- Esquí de fondo.

- Esquí de montaña.

- Excursiones con raquetas.

- Escalada en hielo.

## Actividades en verano
- Senderismo.

- Escalada.

- Mountainbike.

- Pesca.